# Крингуріле-де-Жос
Крингуріле-де-Жос (рум. Crângurile de Jos) — село у повіті Димбовіца в Румунії. Входить до складу комуни Крингуріле.
Село розташоване на відстані 74 км на північний захід від Бухареста, 25 км на південний захід від Тирговіште, 123 км на північний схід від Крайови, 104 км на південь від Брашова.

## Населення
За даними перепису населення 2002 року у селі проживали 386 осіб, усі — румуни. Усі жителі села рідною мовою назвали румунську.